# 大松
株式会社 大松（だいまつ）は、東海3県下でアミューズメント事業およびその他の事業を展開している企業。

## 概要
パチンコホール・LUCKY PLAZA（ラッキープラザ）を13店舗運営している。また、株式会社ディークリエイトを外食事業部に擁しており、同社を通じて飲食店を15店舗運営している。他にも子会社を通じて様々な事業を展開している。

## 沿革
- 1971年（昭和46年） - 創業。ラッキー小牧店（現・LUCKY PLAZA 小牧店）をオープン。
- 1981年（昭和56年）3月 - 株式会社大松を設立し、法人化。
- 1989年（平成元年）8月 - 名古屋市東区東桜に本社ビルを新築。
- 2000年（平成12年）
  - 1月 - 「ラッキープラザ」を商標登録。
  - 10月 - 有限会社エムケイダイニング（現・株式会社ディークリエイト）を設立。

## 店舗一覧

### パチンコホール
- LUCKY PLAZA 小牧店
- LUCKY PLAZA 弥富店
- LUCKY PLAZA 津島店
- LUCKY PLAZA 金山店
- LUCKY PLAZA 堀田店
- LUCKY PLAZA 大府店
- LUCKY PLAZA 緒川店
- LUCKY PLAZA 岡崎店
- LUCKY PLAZA 関店
- LUCKY PLAZA 可児店
- LUCKY PLAZA 四日市店
- LUCKY PLAZA 伊勢玉城店
- LUCKY PLAZA 名古屋西インター七宝店

### 飲食店
- 焼鳥とりっぱ 名駅店
- 焼鳥とりっぱ 伏見店
- 焼鳥とりっぱ 広小路伏見店
- 麺屋あっ晴れ 弥富店
- 麺屋あっ晴れ どまん中錦店
- 麺屋あっ晴れ 堀田店
- 麺屋あっ晴れ 知多店
- 麺屋あっ晴れ 可児店
- 麺屋あっ晴れ 伊勢玉城店
- 麺屋あっ晴れつけめん堂 東浦店
- 継承あっ晴れ 津島店
- 継承あっ晴れ 大府店
- 継承あっ晴れ 関店

## CM
ラッキープラザのテレビCMは、岐阜関店（現・関店）および津島店がオープンした年の1992年（平成4年）に放送開始。以後、同CMは中京ローカルで放送され続けている。当初は深夜を中心にスポットCMとして放送されていたが、後に同社が『朝まで生テレビ!』の名古屋地区ローカルスポンサーを務めたため、CMは同番組内で放送されるようになった。2007年（平成19年）9月をもって同番組の提供を終了し、CMは再びスポットで放送されるようになった。

### CMキャラクター
ラッキープラザのテレビCMやその他の広告媒体に登場するマスコットキャラクター・ラッピー（ラッピーちゃんと呼ばれる場合が多い）は、2006年（平成18年）8月7日に「ラッキー研究所（ラキラボ）」にて開発された猫ガール型アンドロイドである。実際に広告に使用されはじめたのも同時期であるが、2007年（平成19年）の後半からは登場する機会が減少している。
その後はデーブ・スペクター（デーブ版CMソングの歌唱は弥富又八とアリスシアターが担当）や5人組のガールズユニット・Era（イラ。メンバーには2014年（平成26年）のSUPER GTイメージガール「IA GIRL STARS」の一員だった加藤愛香（Aika）もいる）を経て、2016年（平成28年）12月現在は園子温監督・横町ももこ出演による『楽しさの、その先へ。』と題したCMが放送されている。